# Sportjahr 1876
Liste der Sportjahre

◄◄ | ◄ | 1872 | 1873 | 1874 | 1875 | Sportjahr 1876 | 1877 | 1878 | 1879 | 1880 | ► | ►►

Weitere Ereignisse

## Ereignisse

### American Football

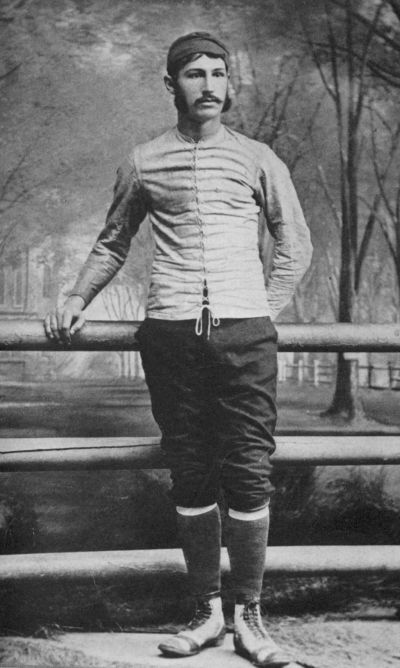
Walter Camp etwa 1878

Zwischen den Universitäten Yale und Harvard wird das erste Rugbyspiel abgehalten. Dem Yale-Spieler Walter Camp gefallen die Regeln nicht, sodass er neue hinzufügt und auf diese Art einen neuen Sport erfindet, American Football.

### Baseball
- 2. Februar: In den Vereinigten Staaten wird die National League im Baseball gegründet, in der aufgrund der Rassentrennung ausschließlich Weiße spielberechtigt sind. Die erste Meisterschaft gewinnen die Chicago White Stockings unter dem in diesem Jahr zum Verein gewechselten Spieler und Manager Albert Goodwill Spalding.

### Fußball
- Die Football Association of Wales wird nach dem englischen und dem schottischen als dritter Fußballverband der Welt gegründet.

### Rudern
- 8. April: Cambridge gewinnt das Boat Race gegen Oxford in der Zeit von 20′02″.
- 24. Juni: Die Frankfurter Rudergesellschaft Germania 1869 misst sich als erstes deutsches Team mit einer englischen Mannschaft, dem London Rowing Club. Die Londoner schlugen das Frankfurter vierruderige Rennboot mit der Besatzung T. Ludwig, A. Bautze, V. Pflüger und Achilles Wild (Stroke).[1]

### Wasserball
- 14. Juli: Der Bournemouth Premier Rowing Club veranstaltet den ersten durch ein Rahmenregelwerk reglementierten Wettkampf im Wasserball.

### Sportstätten
- Das Glaciarium in Chelsea wird als erste künstliche Eisbahn der Welt eröffnet.

### Vereinsgründungen
- 26. April: In Kopenhagen wird der Sportklub Kjøbenhavns Boldklub gegründet.
- 24. November: Der Steiner Ruderclub wird als einer der ersten Ruderklubs in Österreich gegründet.
- Der schottische Fußballverein Falkirk Football Club wird gegründet.
- Der englische Middlesbrough Football Club wird von Mitgliedern des heimischen Cricketvereins gegründet.
- Der walisische Fußballverein Bangor FC wird gegründet.

## Geboren

### Januar

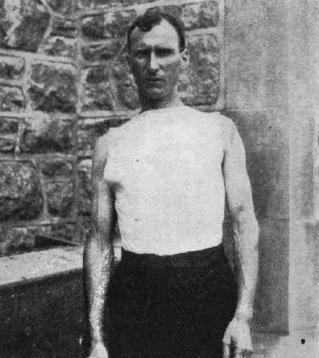
Thomas Hicks (1904)

- 11. Januar: Thomas Hicks, US-amerikanischer Leichtathlet († 1952)
- 13. Januar: Charles Burnell, britischer Ruderer († 1969)
- 26. Januar: Bill Perkins, englischer Fußballtorhüter († 1949)
- 28. Januar: Henri Gilardoni, französischer Segler († 1937)

### Februar
- 06. Februar: Eugène-Henri Gravelotte, französischer Fechter († 1939)
- 09. Februar: Martin Stixrud, norwegischer Eiskunstläufer († 1964)
- 11. Februar: Albert Michant, belgischer Wasserballspieler († unbekannt)
- 17. Februar: Jean Margraff, französischer Säbelfechter († 1959)
- 19. Februar: Henri Hérouin, französischer Bogenschütze († unbekannt)
- 29. Februar: Léon Johnson, französischer Sportschütze († 1943)

### März
- 01. März: Henri de Baillet-Latour, französischer Präsident des Internationalen Olympischen Komitees (IOC) († 1942)
- 02. März: Elis Sipilä, finnischer Turner († 1958)
- 04. März: Emil Freymark, US-amerikanischer Hochspringer († 1936)
- 05. März: William Barnes, kanadischer Sportschütze († 1925)
- 05. März: Elisabeth Moore, US-amerikanische Tennisspielerin († 1959)
- 21. März: Walter Tewksbury, US-amerikanischer Leichtathlet († 1968)
- 25. März: Irving Baxter, US-amerikanischer Leichtathlet († 1957)
- 27. März: Paul Lambert, belgischer Gespannfahrer († unbekannt)
- 29. März: Ioannis Georgiadis, griechischer Fechter und Forensiker († 1960)
- 29. März: Friedrich Adolf Traun, deutscher Sportpionier und Tennisspieler († 1908)

### April
- 02. April: William Donne, britischer Cricketspieler und Rugbyfunktionär († 1934)
- 03. April: Carl Ringvold senior, norwegischer Segler († 1960)
- 07. April: Fay Moulton, US-amerikanischer Leichtathlet († 1945)
- 08. April: James Greene, US-amerikanischer Schwimmer († 1962)
- 09. April: Mildred Coles, englische Tennisspielerin († 1937)
- 20. April: Jean Lécuyer, französischer Hürdenläufer († unbekannt)
- 21. April: Franz von Zedlitz und Leipe, deutscher Sportschütze († 1944)
- 26. April: Ernst Felle, deutscher Ruderer († 1959)
- 27. April: Con Leahy, irischer Leichtathlet († 1921)
- 28. April: Robert Guérin, französischer Fußballfunktionär, erster Präsident des Weltfußballverbandes FIFA († 1952)
- 29. April: Gian Ferdinando Tomaselli, italienischer Bahnradsportler, Motorrad- und Automobilrennfahrer sowie Konstrukteur († 1944)

### Mai
- 01. Mai: Maurits van Löben Sels, niederländischer Fechter († 1944)
- 02. Mai: Willy Arend, deutscher Radrennfahrer († 1964)
- 10. Mai: Paul Guignard, französischer Radrennfahrer († 1965)
- 17. Mai: Alban Collignon, belgischer Sportjournalist, Radsportfunktionär und Präsident des Weltradsportverbandes Union Cycliste Internationale († 1955)
- 22. Mai: Antonius Bouwens, niederländischer Sportschütze († 1963)
- 28. Mai: Ondřej Pukl, böhmischer Mittelstreckenläufer († 1936)
- 29. Mai: André Parmentier, französischer Sportschütze († 1939)

### Juni
- 05. Juni: Phil Boyd, kanadischer Ruderer († 1967)
- 06. Juni: Andreas von Flotow, deutscher Dressurreiter († 1950)
- 06. Juni: Simon Orlik, österreichischer Schwimmer, Wasserballspieler und Ruderer († 1942)
- 08. Juni: Alexandros Touferis, griechisch-französischer Leichtathlet († 1958)
- 13. Juni: Tom Linton, walisischer Radrennfahrer († 1915)

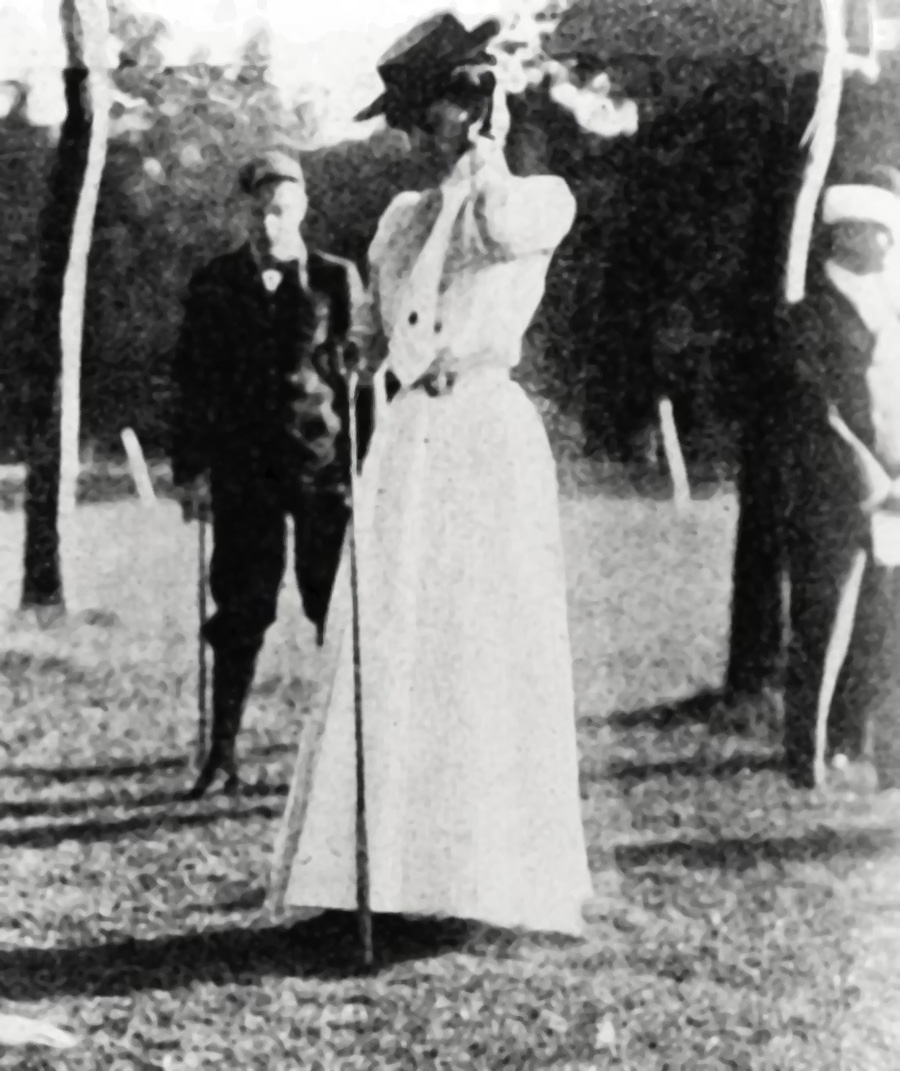
Margaret Abbott (1900)

- 15. Juni: Margaret Abbott, US-amerikanische Golfspielerin († 1955)
- 16. Juni: Gustav Schuft, deutscher Gerätturner († 1948)
- 17. Juni: William Carr, US-amerikanischer Ruderer († 1942)
- 17. Juni: Robert d’Heilly, französischer Ruderer († 1953)
- 17. Juni: Émile Torcheboeuf, französischer Leichtathlet († 1950)
- 23. Juni: Christian Jebe, norwegischer Segler († 1946)

### Juli
- 03. Juli: Oscar Näumann, deutscher Kunstturner († 1937)
- 13. Juli: Anders Petersen, dänischer Sportschütze († 1968)
- 15. Juli: William McDonnell, US-amerikanischer Sportschütze († 1941)
- 16. Juli: George Cloutier, kanadischer Lacrossespieler († 1946)
- 20. Juli: John Mulcahy, US-amerikanischer Ruderer († 1942)
- 24. Juli: Otto Haug, norwegischer Leichtathlet († 1948)
- 26. Juli: Georges André, französischer Bobfahrer und Curlingspieler († 1945)

### August
- 01. August: Arthur Lyon, US-amerikanischer Fechter († 1952)
- 01. August: Sidney Robinson, britischer Langstrecken- und Hindernisläufer († 1959)
- 06. August: Christian Christensen, dänischer Mittelstreckenläufer († 1956)
- 07. August: Willy Sulzbacher, französischer Fechter († 1908)
- 13. August: Robert Hassell, britischer Schwimmer und Wasserballspieler († 1947)
- 15. August: Carl Albert Andersen, norwegischer Leichtathlet und Turner († 1951)
- 15. August: Wolfgang Pauly, deutsch-rumänischer Schachkomponist († 1934)
- 16. August: Vane Pennell, britischer Racketsspieler († 1938)
- 18. August: Jacob van Moppes, niederländischer Ringer († 1943)
- 19. August: Oscar Dessomville, belgischer Ruderer († 1938)
- 22. August: Christen Wiese, norwegischer Segler († 1968)
- 25. August: Josef Javůrek, böhmisch-tschechoslowakischer Fechter († 1942)

### September
- 01. September: Arthur Andrews, US-amerikanischer Radrennfahrer († 1930)
- 10. September: Thaddeus McClain, US-amerikanischer Leichtathlet († 1935)
- 11. September: Stan Rowley, australischer Leichtathlet († 1924)
- 16. September: Francisco Camet, argentinischer Fechter († 1931)
- 16. September: Marvin Hart, US-amerikanischer Boxer († 1931)
- 18. September: Gustaf Estlander, finnischer Segler († 1930)
- 21. September: John Mackenzie, britischer Segler († 1949)
- 22. September: Philipp Kassel, Turner († 1959)
- 23. September: Louis Disbrow, US-amerikanischer Automobilrennfahrer († 1939)
- 23. September: Alexander Petrowitsch Petrow, russischer Ringer († 1941)
- 25. September: Andreas Suttner, österreichischer Fechter († 1953)
- 29. September: Pietro Speciale, italienischer Fechter († 1945)

### Oktober
- 02. Oktober: George Marshall, britischer Leichtathlet († unbekannt)
- 03. Oktober: Roelof van Lennep, niederländischer Tennisspieler († 1951)
- 07. Oktober: Harry Brawley, US-amerikanischer Marathonläufer († 1954)
- 10. Oktober: Georg Hillmar, deutscher Gerätturner († 1911)
- 15. Oktober: Frank Wheaton, US-amerikanischer Tennisspieler († 1965)
- 16. Oktober: Gaston Thubé, französischer Segler († 1974)
- 17. Oktober: Hippolyte Aucouturier, französischer Radrennfahrer († 1944)
- 18. Oktober: Charles Van Den Bussche, belgischer Segler († 1958)
- 19. Oktober: Warwick Wright, britischer Motorboot- und Automobilrennfahrer († 1945)
- 20. Oktober: Alexandre Pharamond, französischer Rugbyspieler († 1953)
- 22. Oktober: Nathaniel Semple, US-amerikanischer Tennisspieler († 1913)
- 28. Oktober: John Glover, englischer Fußballspieler († 1955)

### November

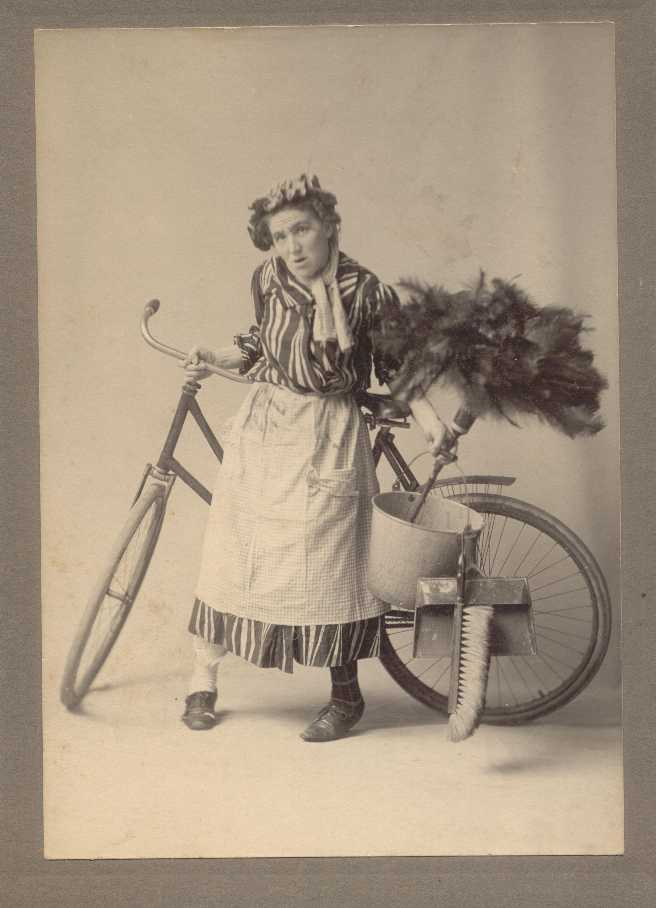
Margaret Gast 1905

- 02. November: Margaret Gast, US-amerikanische Radrennfahrerin († 1968)
- 16. November: Michael Gleason, US-amerikanischer Ruderer († 1923)
- 16. November: Gheorghe Plagino, rumänischer Sportschütze († 1949)
- 18. November: Victor Hémery, französischer Automobilrennfahrer († 1950)
- 19. November: Louis Bonniot de Fleurac, französischer Leichtathlet († 1965)
- 19. November: James Steen, US-amerikanischer Wasserballspieler († 1949)
- 27. November: Joseph Wear, US-amerikanischer Tennisspieler und -funktionär († 1941)

### Dezember
- 02. Dezember: Leopold von Wiese, US-amerikanischer American-Football-Spieler und Eigentümer der N.Y. Giants († 1969)
- 08. Dezember: Jan Østervold, norwegischer Segler († 1945)
- 09. Dezember: Pauline Iselin, US-amerikanische Golfspielerin († 1946)
- 11. Dezember: Léon Huybrechts, belgischer Regattasegler († 1956)
- 11. Dezember: Ronald Sanderson, britischer Ruderer († 1918)
- 12. Dezember: Alvin Kraenzlein, US-amerikanischer Leichtathlet († 1928)
- 13. Dezember: John McGough, britischer Mittelstreckenläufer († 1967)
- 14. Dezember: Jørgen Arenholt, dänischer Tennisspieler († 1953)
- 14. Dezember: Karl Richter, schwedischer Sportschütze († 1959)
- 16. Dezember: Rodolphe William Seeldrayers, belgischer Fußballfunktionär, FIFA-Präsident († 1955)
- 18. Dezember: Bertram Williams, kanadischer Sportschütze († 1934)
- 29. Dezember: Karl Slevogt, deutscher Konstrukteur, Automobilpionier und -rennfahrer († 1951)

### Geburtsdatum unbekannt
- Stefanos Christopoulos, griechischer Ringer und Gewichtheber († unbekannt)
- William Davidson, britischer Segler († 1939)
- Lionel Hunter Escombe, britischer Tennisspieler († 1914)
- Marcel Lambert, französischer Fußballspieler († 1901)
- Cornelius von Lubowiecki, österreichischer Leichtathlet und Schwimmer († unbekannt)
- Gaston Peltier, französischer Fußballspieler († unbekannt)
- George Smith, britischer Tauzieher († 1915)
- Sotirios Versis, griechischer Gewichtheber und Leichtathlet († 1919)

## Gestorben

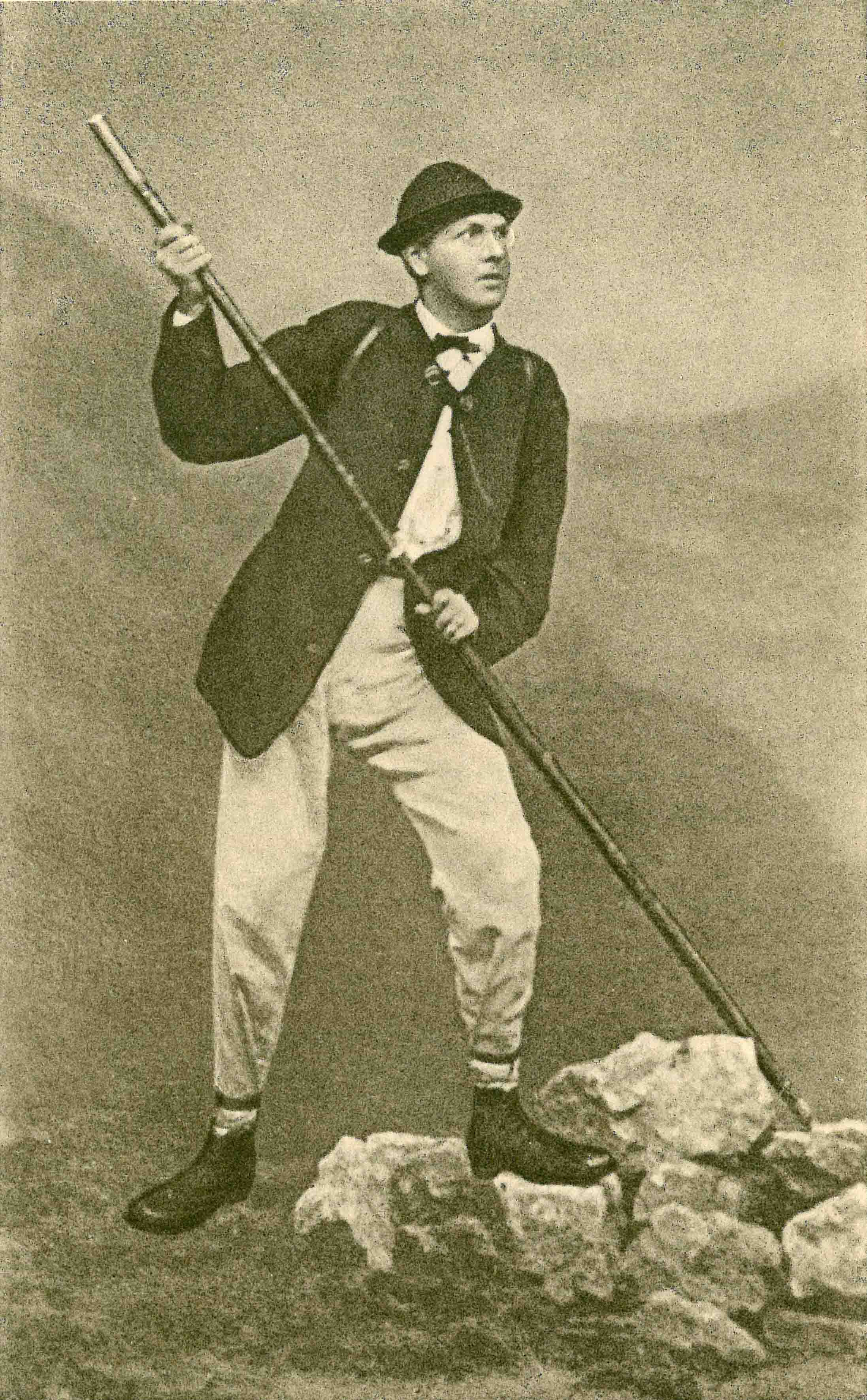
Hermann von Barth, Porträt im Berg, aus Gesammelte Schriften (zwischen 1870 und 1876)

- 7. Dezember: Hermann von Barth, deutscher Bergsteiger und Schriftsteller (* 1845)